# П'ятаков Едуард Миколайович
П'ятаков Едуард Миколайович (нар. 23.02.1970, Суми, Україна) - Ректор Приватного закладу “Морський інститут післядипломної освіти імені контр-адмірала Ф. Ф. Ушакова”., Кандидат технічних наук зі спеціальності: Навігація та управління рухом.

## Життєпис
П'ятаков Едуард Миколайович народився 23.02.1970 р. у м.Суми.
1985-1989 рр. навчався у Херсонському Морехідному училищі ім. лейтенанта Шмідта Міністерства морського флоту СРСР. Радіотехнік
10.1989 по 10.1990 рр -Дійсна військова служба, Сумський учбовий авіаційний центр. Старший пілот льотних екіпажів (гелікоптера).
01.1991 по 08.1995рр - Чорноморське морське пароплавство. У складі екіпажу морських суден.
12.1994 по 12.1999 рр Робота на суднах іноземних судновласників. У складі екіпажу морських суден.
06.2000 - 08.2015 рр Херсонська філія приватного вищого навчального закладу «Інститут післядипломної освіти «Одеський морський тренажерний центр». Директор.
09.2003 - 06.2016 рр Херсонська державна морська академія. Кандидат технічних наук. Доцент
12.2009 - 07.2021 рр Кандидат технічних наук. Професор Національного Університету «Одеська морська академія».
01.2000 по теперішній час Міжнародне Інформаційне Аналітичне бюро «Benevent». Україна. Директор.
10.2000 по теперішній час Херсонський Морський центр ЛТД. Україна. Президент.
04.2002 по теперішній час Приватний підприємець. Міжнародний сертифікат партнерської надійності Українського Національного Комітету Міжнародної Торгівельної Палати № 056 від 7 грудня 2012 року.
08.2015 по теперішній час Приватний заклад “Морський інститут післядипломної освіти імені контр-адмірала Ф. Ф. Ушакова”. Ректор

## Освіта
Вища освіта. Одеська Національна Морська Академія. Україна. Магістр судноводіння.

## Науковий ступінь
Кандидат технічних наук зі спеціальності: Навігація та управління рухом.

## Вчені звання
12.2015 Доцент кафедри судноводіння. 
07.2012 Професор судноводіння.
12.2012 Член-кореспондент Міжнародної Кадрової Академії, акредитованої при Європейській мережі національних інформаційних центрів з академічного визнання та мобільності, Ради Європи / ЮНЕСКО .
11.2015 Академік Міжнародної Кадрової Академії, акредитованої при Європейській мережі національних інформаційних центрів з академічного визнання та мобільності, Ради Європи / ЮНЕСКО .

## Громадська діяльність
З 03.2010- теперішній час Керівник та засновник громадської організації "Комітет захисту прав дітей" , Керівник Херсонської обласної філії ГО "Асоціація вчених за інноваційний розвиток України"
05.2013-12.2014 Член Громадської ради Комітету Верховної Ради з питань науки і освіти.
02.2014-12.2014 Член Громадської Ради при Міністерстві закордонних справ України.

## Участь у морських організаціях
В 05.2010-11.2011 рр - Міжнародний експерт з Південно-східного регіону Європейської Транснаціональної програми “NELI”, при фінансуванні Євро Союзу.
В 08.2014-12.2014 рр. - Експерт громадської ради при Державній інспекції України з безпеки на морському та річковому транспорті
В 02.2012-12.2015 рр - Український Національний Комітет Міжнародної Торгівельної Палати Віце-президент з питань Транспорту та Логістики.
В 12.2015 - 03.2023 рр - Український Національний Комітет Міжнародної Торгівельної Палати Віце-президент з питань морського та річкового транспорту і морської освіти.
З 12.2011 по теперішній час - Голова Морської Адміністративної Комісії Українського Національного Комітету Міжнародної Торгівельної Палати.
З 12.2011 по теперішній час - Член Комісії з Транспорту та логістики Міжнародної Торгівельної Палати / реорганізована в Комісію з питань митниці та сприяння торгівлі. Всесвітня організація бізнесу. Париж.
З 11.2013- теперішній час Координатор «Проекту сприяння» реалізації створення транзитного водного шляху Даугава-Дніпр» Українського Національного Комітету Міжнародної Торгівельної Палати.
З 02.2012 по теперішній час - Координатор проекту Міжнародної Морської Академії (IMA ICC).
З 03.2022 по теперішній час - Голова регіонального представництва в Херсонської області Українського національного комітету Міжнародної торгової палати
З 07.2023 по теперішній час - Координатор у Міжнародній морській організації (ІМО). Український національний комітет Міжнародної торгової палати.

## Проекти
11.2002-10.2006 Автор проекту створення учбово-наукового навігаційно-тренажерного комплексу «Віртуальне судно» (перше в Європі) у Херсонській філії приватного вищого навчального закладу «Інститут післядипломної освіти «Одеський морський
тренажерний центр».
22.07.2012 Автор проекту Міжнародної Морської Академії Міжнародної Торгівельної Палати з альтернативного дипломування плавскладу відповідно до Міжнародної Конвенції ПДНВ-78, з поправками.
13.11.2013 Автор «Проекту сприяння» реалізації створення транзитного водного шляху Даугава-Дніпро» Рига-Херсон.

## Відзнаки та нагороди
Орден Українського національного комітету Міжнародної торгової палати за особистий внесок у розвиток міжнародного бізнесу та національного підприємництва.
Медаль ICC UKRAINE «ЛІДЕР НАЦІОНАЛЬНОГО БІЗНЕСУ» за персональний внесок у розвиток національного підприємництва, зміцнення міжнародного іміджу України на зовнішніх ринках , надійну економічну та фінансову репутацію та конкурентні здобутки у веденні зовнішньоекономічної діяльності.
Орден Українського національного комітету Міжнародної Торгової Палати за особистий внесок у розвиток міжнародного бізнесу і національного підприємництва.
Грамота Верховної Ради України за заслуги перед Українським народом.
Подяка Прем’єр-міністра України за вагомий внесок у забезпечення розвитку національної економіки.

## Наукові праці та публікації
1. Пятаков Э.Н. Зависимость форм относительной траектории расхождения от истинной траектории судна уклонением вправо/ Пятаков Э.Н. // Сучасні інформаційні та інноваційні технології на транспорті (MINTT-2018): Матеріали X Міжнародної наук.-практ. конф., 29-31 травня. 2018 – Херсон: ХДМА, 2018. – C. 131–135.
2. Пятаков Э.Н. Согласование маневров расхождения нескольких судов / Э.Н. Пятаков, В.Э. Пятаков., К.Я. Станкевич // Судовождение: Сб. научн. трудов./ НУ «ОМА», Вып. 28. – Одесса: «ИздатИнформ», 2018. - С. 152-159.
3. Э.Н. Пятаков. Формирование полной стратегии расхождения судов / Э.Н.Пятаков, ТЮ Омельченко// Автоматизация судовых технических средств: научно-технический сборник–2017.–Вып. 23.–Одесса: НУ" ОМА".–112 с.
4. Э.Н. Пятаков. Определение областей взаимных обязанностей судов при опасном сближении / Э.Н.Пятаков, СВ Копанский// Судовождение –2016.–№26.–Одесса: ОНМА.– 137-143 с.
5. Э.Н. Пятаков. Определение угрозы ситуационного возмущения при опасном сближении судов / Э.Н.Пятаков, С.И. Заичко // Судовождение: Сб. научн. трудов.ОНМА. Одеса: ОНМА, 2011. – C. 52-63.
6. Э.Н. Пятаков. Оценка эффективности парных стратегий расходящихся судов / Э.Н.Пятаков, С.И. Заичко // Судовождение: Сб. научн. трудов.Онма. Одеса: ОНМА, 2008. – C. 166-171.
7. Бурмака И.А. Управление судами в ситуации опасного сближе- ния / И.А Бурмака., Э.Н Пятаков., А.Ю. Булгаков - LAP LAMBERT Academic Publishing, – Саарбрюккен (Германия), – 2016. – 585 с.
8. Пятаков Э.Н. Взаимодействие судов при расхождении для предупреждения столкновения / Пятаков Э.Н., Бужбецкий Р.Ю., Бурмака И.А., Булгаков А.Ю. – Херсон: Гринь Д.С., 2015. – 312 с.
9. Бурмака И.А. Применение областей недопустимых значений параметров движения судов для безопасного расхождения/Бурмака И.А., Пятаков Э. Н. .// Austria - science, Issue: 11, 2018.- С. 34-39.
10. Бурмака И.А. Маневр последовательного расхождения с двумя целями изменением курса и пассивным торможением/Бурмака И.А., Пятаков Э. Н.// East European Science Journal, №5 (33), 2018, part 1. - С. 19 - 25.
11. Пятаков Э.Н. Способ расхождения судна с двумя опасными целями последовательными уклонениями / Пятаков Э.Н., Пятаков В.Э., Петриченко О.А. // Austria - science, Issue: 16, 2018.- С. 44-49.
12. Пятаков Э.Н. Способ определения безопасного маневра расхождения судна изменением курса в ситуации опасного сближения с двумя целями/ Э.Н. Пятаков, В.Э. Пятаков, Т.Ю. Омельченко//.// Science and Education a New Dimension. Natural and Technical Sciences, VI(18), Issue: 158, 2018.- С. 72-76
13. Пятаков Э.Н. Неопределенности в трактовке МППСС-72 при опасном сближении судов и выборе маневра расхождения/ Пятаков Э.Н. // Судовождение: Сб. научн. трудов./ ОНМА, Вып. 23. – Одесса: «ИздатИнформ», 2013 - С. 122-129
14. Пятаков Э.Н. Учет в автоматизированных системах принятия решений влияния изменения скорости судна на относительный курс / Пятаков Э.Н. // Проблеми техніки: Науково-виробничий журнал. - 2013. № 4 . - С. 140-144.
15. Пятаков Э.Н. Имитационное моделирование влияния одновременного изменения курсов обоих  судов  на приращение относительного курса / Пятаков Э.Н.  // Проблеми техніки: Науково-виробничий журнал. - 2014. № 1. - С. 106-112.
16. Пятаков Э.Н. Применение маневра изменения курса для расхождения при опасном сближении судов/ Пятаков Э.Н. // Водный транспорт. Сборник научных трудов. Киев, 2014,  С. 73-79.
17. Булгаков А.Ю. Выбор маневра расхождения судов изменением курса в системах управления движением судов/ Булгаков А.Ю., Пятаков Э.Н. // Проблеми техніки: Науково-виробничий журнал. - 2014. №4  . - С.153-164.
18. Цымбал Н.Н. Выбор маневра расхождения изменением курса судна / Цымбал Н.Н., Пятаков Э.Н. // Автоматизация судовых технических средств: науч. -техн. сб. – 2014. – Вып. 20. Одесса: ОНМА. – С. 100 – 104.
19.A. Volkov. Apprisal of the Coordinability of the Vessels for Collision Avoidance Maneuvers by Course Alternation / A. Volkov, E.Pyatarov & A. Yakushev// Activites in Navigation.-Adam Weintrit/ - 2015, P. 195 – 200.
20. Якушев А.О. Выбор формы безопасной области, обеспечивающей минимальное уклонение судна при расхождении / Якушев А.О., Пятаков Э.Н. // Автоматизация судовых технических средств. – 2015. – № 21. – С. 77 – 81.
21. Пятаков Э.Н. Определение областей взаимных обязанностей судов при опасном сближении / Пятаков Э.Н., Капанский С.В. // Судовождение: Сб. научн. трудов./ ОНМА, Вып. 26. – Одесса: «ИздатИнформ», 2015 - С.